# Membri del complotto del 20 luglio
Lista degli ufficiali della Wehrmacht e dei politici coinvolti nell'attentato del 20 luglio 1944, con il tentativo di assassinare Adolf Hitler. Tra loro vi furono 24 tra generali e feldmarescialli. Molti dei congiurati furono eliminati tra il 1944 e il 1945.

## A
- Maggiore Wolfgang Abshagen (1897-1945)
- Colonnello Otto Armster (1891-1957)

## B
- Colonnello Generale Ludwig Beck (1880-1944), già Capo dello Stato Maggiore Generale, a riposo
- Tenente colonnello Robert Bernardis (1908-1944)
- Conte Albrecht von Bernstorff (1890-1945), ex consigliere d'ambasciata
- Gottfried von Bismarck-Schönhausen (1901-1949), governatore civile di Potsdam
- Conte Hans Jürgen von Blumenthal (1907-1944), Maggiore
- Tenente colonnello Hasso von Boehmer (1904-1945), ufficiale dello Stato Maggiore
- Eugen Bolz (1881-1945), ex Presidente del Württemberg
- Barone Georg von Boeselager (1915-1944), Tenente
- Barone Philipp von Boeselager (1917-2008)
- Dietrich Bonhoeffer (1906-1945), pastore evangelico e membro della Bekennende Kirche
- Klaus Bonhoeffer (1901-1945), avvocato
- Barone Randolf von Breidbach-Bürresheim (1912-1945)
- Dr. Eduard Brücklmeier (1903-1944), consigliere di delegazione
- Maggiore Axel von dem Bussche (1919-1993)

## C
- Oscar Caminneci (1885-1945), agricoltore
- Ammiraglio Wilhelm Canaris (1887-1945), Comandante dell'Abwehr
- Walter-Wilhelm Cramer (1886-1945), industriale

## D
- Professor Alfred Delp (1907-1945)
- Dr. Wilhelm Dieckmann (1893-1944), funzionario di ministero
- Conte Heinrich zu Dohna-Tolksdorf (1882-1944), proprietario terriero
- Hans von Dohnanyi (1902-1945), giurista e membro civile dell'Abwehr
- Tenente Hans Martin Dorsch (?-1945)
- Capitano Max-Ulrich von Drechsel (1911-1944)

## E
- Capitano Albrecht Eggert (1903-1977)
- Professor Fritz Elsas (1890-1945), ex vicesindaco di Berlino
- Tenente Karl-Heinz Engelhorn (1905-1944), ufficiale dello Stato Maggiore
- Tenente Hans Otto Erdmann (1896-1944)

## F
- Generale Alexander von Falkenhausen (1878-1966), comandante militare del Belgio e del nord della Francia
- Generale Erich Fellgiebel (1886-1944), capo delle comunicazioni presso l'Alto Comando della Wehrmacht
- Colonnello Eberhard Finckh (1899-1944), ufficiale dello Stato Maggiore
- Professor Max Fleischmann (1872-1943), destinato ad incarichi di alto livello a Baden, morì suicida prima dell'attentato
- Reinhold Frank (1896-1945), avvocato
- Ehrengard Frank-Schultz (1885-1944), diaconessa
- Colonnello Wessel von Freytag-Loringhoven (1899-1944), ufficiale dello Stato Maggiore
- Walter Frick (1895-1945), commerciante
- Joseph-Ernst Fugger von Glött (1895-1981), banchiere

## G
- Maggiore generale Reinhard Gehlen (1902-1979)
- Capitano Ludwig Gehre (1895-1945)
- Maggiore generale Rudolf Christoph Freiherr von Gersdorff (1905-1980)
- Eugen Gerstenmaier (1906-1986), teologo
- Hans Bernd Gisevius (1904-1974), diplomatico
- Erich Gloeden (1888-1944), architetto
- Elisabeth Charlotte Gloeden (1903-1944), moglie di Erich Gloeden
- Carl Friedrich Goerdeler (1884-1945), borgomastro di Lipsia
- Fritz Goerdeler (1886-1945), giurista e tesoriere di Königsberg
- Nikolaus Gross (1898-1945), giornalista
- Colonnello Helmuth Groscurth (1898-1943), ufficiale dello Stato Maggiore, morì di tifo prima dell'attentato
- Carl Ludwig von Guttenberg (1902-1945), agricoltore

## H

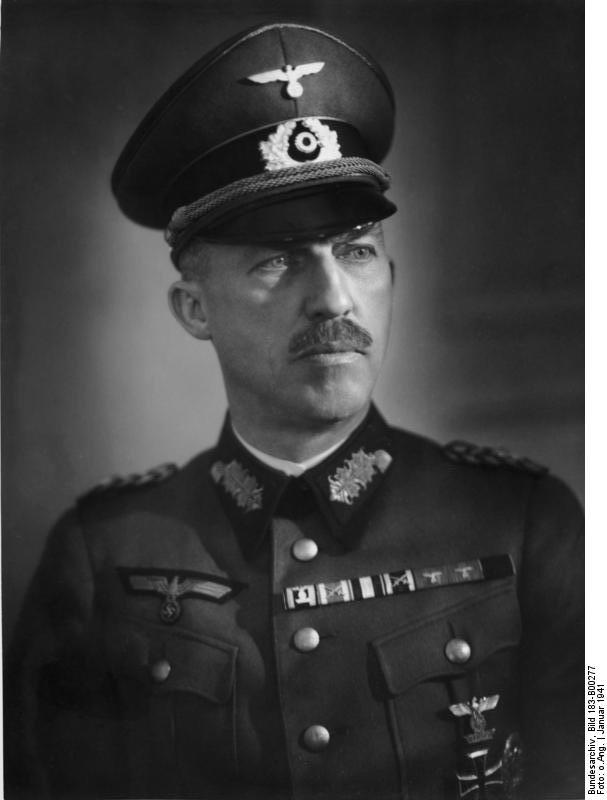
Paul von Hase

- Max Habermann (1888-1944), leader sindacale cristiano
- Hans Bernd von Haeften (1905-1944), ufficiale del Ministero degli Esteri
- Tenente Werner von Haeften (1908-1944)
- Albrecht von Hagen, giurista (1904-1944)
- Colonnello Kurt Hahn (1901-1944)
- Nikolaus-Christoph von Halem (1905-1944), mercante
- Eduard Hamm (1879-1944), ex funzionario di ministero
- Colonnello Georg Hansen (1904-1944), ufficiale dello Stato Maggiore
- Colonnello Bodo von Harbou (1887-1943), ufficiale dello Stato Maggiore, morto suicida prima dell'attentato
- Tenente colonnello Carl-Hans von Hardenberg (1891-1958), proprietario terriero
- Ernst von Harnack (1888-1945), ex presidente di distretto
- Tenente Generale Paul von Hase (1885-1944), comandante militare di Berlino
- Ulrich von Hassell (1881-1944), ex ambasciatore in Italia
- Theodor Haubach (1896-1945), leader socialdemocratico
- Professore Albrecht-Georg Haushofer (1903-1945), geografo
- Maggiore Egberd Hayessen (1913-1944), ufficiale dello Stato Maggiore
- Conte Wolf-Heinrich von Helldorf (1896-1944), capo della polizia di Berlino
- Maggiore Generale Otto Herfurth (1893-1944)
- Andreas Hermes (1878-1964), ex ministro all'alimentazione e agricoltura
- Colonnello Generale Erich Hoepner (1886-1944)
- Tenente Caesar von Hofacker (1896-1944)
- Maggiore Roland von Hößlin (1915-1944)
- Otto Hübner (1891-1945), direttore di una compagnia di assicurazioni

## J
- Colonnello Friedrich Gustav Jaeger (1895-1944)
- Max Jennewein (1903-1945), ingegnere meccanico
- Professor Jens-Peter Jessen (1895-1944)
- Hans John (1911-1945), avvocato
- Otto John (1909-1997), giurista

## K
- Hermann Kaiser (1885-1945), insegnante
- Jakob Kaiser (1888-1961), politico e sindacalista
- Franz Kempner (1879-1945), funzionario di ministero in pensione ("segreteria di stato")
- Otto Kiep (1886-1944), inviato
- Georg Conrad Kießling (1894-1944), agricoltore
- Tenente Colonnello Bernhard Klamroth (1910-1944)
- Georg-Johannes Klamroth (1898-1944), mercante
- Capitano Friedrich Karl Klausing (1920-1944)
- Feldmaresciallo Paul Ludwig Ewald von Kleist (1881-1954)
- Feldmaresciallo Günther von Kluge (1882-1944), Comandante del Fronte Occidentale e del gruppo di Armate B
- Maggiore Gerhard Knaack (1906-1944)
- Dr. Hans Koch (1893-1945), avvocato
- Heinrich Körner (1892-1945), leader sindacalista
- Tenente Alfred Kranzfelder (1908-1945)
- Walter Kriege (1891-1952), giurista
- Richard Kuenzer (1875-1945), consigliere di delegazione
- Maggiore Joachim Kuhn (1913-1994)
- Generalmaggiore Wilhelm Kunze (1894-1960)
- Elisabeth Kuznitzkyi, nata von Liliencron (1878-1944), vedova del medico Martin Kuznitzky e amica di Elisabeth Charlotte Gloeden

## L
- Generalmaggiore Erwin Lahousen von Vivremont (1897-1955)
- Tenente Colonnello Fritz von der Lancken (1890-1944), direttore di un collegio
- Carl Langbehn (1901-1944), avvocato
- Dr. Julius Leber (1891-1945), politico socialdemocratico
- Conte Heinrich von Lehndorff-Steinort (1909-1944), agricoltore
- Dr. Paul Lejeune-Jung (1882-1944), economista
- Maggiore Ludwig Freiherr von Loenrod (1906-1944)
- Bernhard Letterhaus (1894-1944), leader della comunità dei lavoratori cattolici
- Franz Leuninger (1898-1945), ex segretario generale dell'Associazione dei Metalmeccanici Cristiani
- Wilhelm Leuschner (1890-1944), socialdemocratico, ex ministro agli affari interni dell'Assia
- Generale Fritz Lindemann (1894-1944)
- Colonnello Ottfried von Linstow (1899-1944), ufficiale dello Stato Maggiore
- Paul Löbe (1875-1967), politico socialdemocratico
- Ewald Loeser (1888-1970), avvocato e dirigente della Krupp
- Ferdinand Freiherr von Lüninck (1888-1944), presidente del distretto della Westfalia
- Conte Wilhelm zu Lynar (1899-1944), agricoltore

## M
- Hermann Maaß (1897-1944), politico socialdemocratico
- Colonnello Rudolf von Marogna-Redwitz (1886-1944)
- Carl Adolf Marks (1894-1945), mercante
- Conte Michael von Matuschka (1888-1944), presidente di distretto
- Colonnello Joachim Meichssner (1906-1944)
- Colonnello Albrecht Mertz von Quirnheim (1905-1944)
- Tenente Colonnello Karl Michel (1904-1945), ufficiale dello Stato Maggiore
- Conte Helmuth James Graf von Moltke (1907-1945), avvocato
- Dr. Otto Müller (1870-1944), sacerdote
- Colonnello Wolfgang Müller (1901-1986)
- Herbert Mumm von Schwarzenstein (1898-1945), consigliere di delegazione in pensione
- Tenente Colonnello Ernst Munziger (1887-1945)

## N
- Generale Arthur Nebe (1894-1945), comandante delle Kripo
- Wilhelm zur Nieden (1878-1945), funzionario del governo
- Gustav Noske (1868-1946), politico socialdemocratico

## O
- Maggiore Ulrich von Oertzen (1915-1944), ufficiale dello Stato Maggiore
- Colonnello Generale Friedrich Olbricht (1888-1944), Intendente Generale della riserva
- Tenente Georg-Sigismund von Oppen (1923-2008)
- Maggiore Generale Hans Oster (1887-1945), già vice capo dell'Abwehr
- Margarethe von Oven (1904-1991), segretaria

## P
- Rolf Friedemann Pauls (1915-2002), diplomatico
- Friedrich Justus Perels (1910-1945), consigliere legale della Bekennenden Kirche
- Erwin Planck (1893-1945), ex segretario di stato, figlio di Max Planck
- Kurt von Plettenberg (1891-1945), ex presidente dell'ufficio forestale tedesco
- Dr. Johannes Popitz (1884-1945), ministro prussiano della Finanza

## R
- Cuno Raabe (1888-1971), avvocato
- Generale Friedrich von Rabenau (1884-1945)
- Tenente colonnello Karl Ernst Rathgens (1908-1944), ufficiale dello Stato Maggiore
- Professor Adolf Reichwein (1898-1944), politico socialdemocratico
- Colonnello Alexis von Roenne (1903-1944)

## S
- Giudice Karl Sack, ufficiale dello Stato Maggiore
- Tenente Colonnello Joachim Sadrozinski, ufficiale dello Stato Maggiore
- Anton Saefkow, ingegnere meccanico
- Maggiore Hans-Viktor von Salviati
- Professor Rüdiger Schleicher
- Ernst Wilhelm Schneppenhorst, ex leader sindacalista
- Friedrich Scholz-Babisch, agricoltore
- Colonnello Hermann Schöne
- Tenente Colonnello Werner Schrader
- Conte Fritz-Dietlof von der Schulenburg, presidente di distretto
- Conte Friedrich Werner von der Schulenburg, ambasciatore
- Colonnello Georg Schultze-Büttger, ufficiale dello Stato Maggiore
- Ludwig Schwamb, leader socialdemocratico
- Conte Ulrich Wilhelm von Schwerin von Schwanenfeld, politico
- Hans-Ludwig Sierks, funzionario di governo
- Tenente Colonnello Günter Smend, ufficiale dello Stato Maggiore
- Franz Sperr, delegato
- Colonnello Wilhelm Staehle
- Generale Hans Speidel, capo di stato maggiore di Erwin Rommel, poi comandante in capo delle forze di terra NATO per l'Europa centrale (1897-1984)
- Conte Berthold Schenk von Stauffenberg, avvocato
- Colonnello Claus Schenk von Stauffenberg, capo di Stato Maggiore della riserva
- Colonnello Hans-Joachim Freiherr von Steinaecker, ufficiale dello Stato Maggiore
- Maggiore Generale Helmut Stieff
- Karl Stroelin, borgomastro di Stoccarda
- Theodor Strünck, direttore di assicurazioni
- Colonnello Generale Carl-Heinrich von Stülpnagel, governatore militare della Francia
- Maggiore Carl Szokoll

## T
- Tenente Colonnello Gustav Tellgmann
- Elisabeth von Thadden, direttrice di un collegio
- Tenente Generale Fritz Thiele
- Maggiore Busso Thoma
- Generale Carl von Thüngen
- Tenente Colonnello Gerd von Tresckow
- Maggiore Generale Henning von Tresckow, capo di Stato Maggiore della 2ª Armata
- Adam von Trott zu Solz, consigliere di delegazione

## U
- Colonnello a riposo Nikolaus von Uexküll (1877-1944)

## V
- Fritz Voigt (1882-1945), ex capo della polizia di Breslavia
- Tenente Colonnello Hans-Alexander von Voss (1907-1944)

## W
- Generale Eduard Wagner
- Colonnello Siegfried Wagner
- Hermann Wehrle, cappellano
- Carl Wenzen-Teutschenthal, agricoltore
- Joseph Wirmer, avvocato
- Oswald Wiersich, leader sindacalista
- Feldmaresciallo Erwin von Witzleben

## Y
- Conte Peter Yorck von Wartenburg (1904-1944), funzionario di ministero
- Conte Paul Yorck von Wartenburg (1902-2002)

## Z
- Artur Zarden (1885-1944), Segretario di Stato
- Generale Gustav von Ziehlberg (1898-1945)